# Zbór Kościoła Ewangelicznych Chrześcijan w Piotrkowie Trybunalskim
Zbór Kościoła Ewangelicznych Chrześcijan w Piotrkowie Trybunalskim – ewangeliczna wspólnota chrześcijańska, należąca do Kościoła Ewangelicznych Chrześcijan, mająca siedzibę w Piotrkowie Trybunalskim, przy ul. Stodolnianej 2.

## Charakterystyka
Zbór w Piotrkowie Trybunalskim jest częścią Kościoła Ewangelicznych Chrześcijan, należącego do rodziny wolnych kościołów protestanckich. 

## Działalność
Nabożeństwa odbywają się w każdą niedzielę o godzinie 10.00 oraz w każdy 
czwartek o godzinie 18.00. Charakteryzują się one prostą formą i składają się z kazań opartych na Biblii oraz wspólnego śpiewu i modlitwy. W czasie niedzielnych nabożeństw odbywają się zajęcia Szkoły Niedzielnej dla dzieci. Zbór prowadzi również spotkania studium biblijnego oraz angażuje się w działalność społeczną. Współpracuje z innymi kościołami i organizacjami o charakterze ewangelicznym.
Pastorem Zboru jest Daniel Krystoń. Działalnością Wspólnoty kieruje Rada Zboru (w której skład wchodzi m.in. pastor). Najwyższym organami Zboru jest Ogólne Zebranie Członków. Dokonuje ono między innymi wyboru pastora oraz członków Rady Zboru.